# Mehrfachverteidigung
Mehrfachverteidigung ist ein Begriff des deutschen Strafprozessrechts. Er bezeichnet die Verteidigung von Beschuldigten derselben Tat oder in demselben Verfahren durch denselben Strafverteidiger.
Die Mehrfachverteidigung ist gemäß § 146 StPO verboten.

## Tatidentität
Nach § 146 StPO darf ein Verteidiger nicht gleichzeitig mehrere derselben Tat beschuldigte Personen verteidigen. „Dieselbe Tat“ stellt dabei auf den Begriff der prozessualen Tat im Sinne von § 264 StPO ab.
Zulässig ist jedenfalls nach § 146 StPO die sogenannte sukzessive Mehrfachverteidigung, also die Verteidigung mehrerer derselben Tat Beschuldigter in aufeinander folgenden Verfahren. Dies folgt daraus, dass § 146 StPO nur die gleichzeitige Verteidigung verbietet. Auch bei der sukzessiven Mehrfachverteidigung wird aber in der Regel „dieselbe Rechtssache“ vorliegen, so dass der Verteidiger sich nach § 356 StGB wegen Parteiverrats strafbar machen kann oder nach § 43a BRAO berufswidrig handelt, wenn er bei einer sukzessiven Mehrfachverteidigung widerstreitende Interessen vertritt.

## Verfahrensidentität
Ebenso schließt § 146 StPO die Verteidigung mehrerer Beschuldigter in demselben Verfahren aus, auch wenn sie unterschiedlicher prozessualer Taten beschuldigt werden. In diesem Falle kann die Unzulässigkeit der Verteidigung auch eintreten, wenn das Verfahren schon fortgeschritten ist, etwa durch Verbindung mehrerer Verfahren. Umstritten ist, ob dies nur gilt, wenn die Verfahren dauerhaft miteinander verbunden sind, so dass sie fortan ein Verfahren bilden, oder ob eine Verfahrensidentität auch dann vorliegt, wenn zwei Verfahren nur gemäß § 237 StPO zum Zwecke gemeinsamer Verhandlung und Entscheidung miteinander verbunden werden.

## Geschichte
Das Verbot der Mehrfachverteidigung trat 1974 in Vorbereitung auf die Stammheimer Prozesse gegen die RAF in Kraft.

## Folgen
Liegt ein Fall der unzulässigen Mehrfachverteidigung vor, weist das Gericht den Verteidiger gemäß § 146a StPO zurück. Ein Ermessensspielraum besteht insoweit nicht. Die Zurückweisung erfolgt durch Beschluss, der sowohl für den Betroffenen als auch für den Verteidiger mit der Beschwerde anfechtbar ist. Das gleiche Rechtsmittel steht der Staatsanwaltschaft zu, wenn ihr Antrag auf Zurückweisung eines Verteidigers abgelehnt worden ist.
Verfahrenshandlungen, die der zurückgewiesene Verteidiger vor Rechtskraft des Beschlusses über seine Zurückweisung vorgenommen hat, bleiben wirksam (§ 146a Abs. 2 StPO).